# Chalonnes-sous-le-Lude
Chalonnes-sous-le-Lude est une ancienne commune française située dans le département de Maine-et-Loire, en région Pays de la Loire. Le 15 décembre 2016, la commune devient une commune déléguée au sein de la commune nouvelle de Noyant-Villages.
Cette commune rurale se situe dans le Baugeois, au nord-est de la ville de Noyant, en limite du département d'Indre-et-Loire.

## Géographie

### Localisation
Ce village angevin de l'ouest de la France se situe dans l'est du Baugeois, entre Broc (2 km) et Meigné-le-Vicomte (6 km), à 21 km de Baugé et à 39 km de Saumur,. Son territoire est essentiellement rural.
Le Baugeois est la partie nord-est du département de Maine-et-Loire. Il est délimité au sud par la vallée de l'Authion et celle de la Loire, et à l'ouest par la vallée de la Sarthe.

### Aux alentours
Les communes les plus proches sont Broc (2 km), Dénezé-sous-le-Lude (5 km), Dissé-sous-le-Lude (5 km), Marcilly-sur-Maulne (5 km), Braye-sur-Maulne (6 km), Meigné-le-Vicomte (6 km), Chigné (7 km), Noyant (7 km), Lublé (8 km) et Méon (8 km).

### Géologie et relief
L'altitude de la commune varie de 52 à 101 mètres, pour une altitude moyenne de 77 mètres.
Le relief du Baugeois est principalement constitué d'un plateau, aux terrains sablonneux, siliceux ou calcaires, caractérisés par de larges affleurements sédimentaires, crétacés, sables et calcaires aux teintes claires.
Son territoire s'étend sur plus de 16 km2 (1 649 hectares), et se compose de bocages et de forêts. Chalonnes-sous-le-Lude se situe sur l'unité paysagère du Plateau du Baugeois. Une partie de la commune est classée en zone naturelle d'intérêt écologique, floristique et faunistique (ZNIEFF), pour les zones des pelouses et boisements calcaires entre Chalonnes/Lude et Broc, le vallon humide en forêt de Bareilles, la forêt de Bareilles, et la vallée de la Maulne.

### Climat
Le climat angevin est tempéré, de type océanique. Il est particulièrement doux, compte tenu de sa situation entre les influences océaniques et continentales. Généralement les hivers sont pluvieux, les gelées rares et les étés ensoleillés. Le climat du Baugeois est plus continental : plus sec et chaud l'été.

## Urbanisme
Le village s'inscrit dans un territoire essentiellement rural.
On trouve 84 logements en 2009 sur la commune de Chalonnes-sous-le-Lude, dont 63 % sont des résidences principales, pour une moyenne sur le département de 91 %, et dont 85 % des ménages en sont propriétaires.
Quatre ans plus tard, en 2013, on y trouve 92 logements, dont 67 % sont des résidences principales, pour une moyenne sur le département de 90 %, et dont 84 % des ménages en sont propriétaires.

## Toponymie
Formes anciennes du nom : Curtis de Caslona en 1095, Ecclesia de Charlona en 1149, Chaslonnes au XVIIIe siècle, Chalonnes au XIXe siècle, pour devenir en 1937 Chalonnes-sous-le-Lude.
Dans le département il existe une autre commune du nom de Chalonnes, Chalonnes-sur-Loire, située en bord de Loire au sud-ouest d'Angers.
Les habitants de Chalonnes-sous-le-Lude sont appelés les Chalonnais.

## Histoire

### Préhistoire
Sur la commune se trouve le site mégalithique du dolmen de Bareuil.

### Moyen Âge
Dès le XIe siècle, la terre relève de l'évêché d'Angers et est tenue par plusieurs seigneurs, dont Hubert de Langeais.

### Ancien Régime
Sous l'Ancien Régime, Chalonnes dépend de la sénéchaussée angevine de Baugé, du diocèse d'Angers et de l'archiprêtre du Lude.

### Époque contemporaine
À la réorganisation administrative qui suit la Révolution, en 1790 la commune est rattachée au canton de Noyant. Il est intégré au district de Baugé, puis en 1800 à l'arrondissement de Baugé, et à sa disparition en 1926, à l'arrondissement de Saumur.
Pendant la Première Guerre mondiale, 15 habitants perdent la vie. Lors de la Seconde Guerre mondiale, 3 habitants sont tués.
Un rapprochement intervient en 2016. Le 15 décembre, les communes de Auverse, Breil, Broc, Chalonnes-sous-le-Lude, Chavaignes, Chigné, Dénezé-sous-le-Lude, Genneteil, Lasse, Linières-Bouton, Meigné-le-Vicomte, Méon, Noyant et Parçay-les-Pins, s'associent pour former la commune nouvelle de Noyant-Villages. Chalonnes-sous-le-Lude en devient une commune déléguée.

## Politique et administration

### Administration municipale

#### Administration actuelle
Depuis le 15 décembre 2016, Chalonnes-sous-le-Lude constitue une commune déléguée au sein de la commune nouvelle de Noyant-Villages et dispose d'un maire délégué.
| Période                                  | Période  | Identité            | Étiquette | Qualité |
| ---------------------------------------- | -------- | ------------------- | --------- | ------- |
| décembre 2016                            | en cours | Jean-Marie Georget, |           |         |
| Les données manquantes sont à compléter. |          |                     |           |         |

#### Administration ancienne
La commune est créée à la Révolution, municipalité en 1790. Le conseil municipal est composé de 11 élus.
| Période                                  | Période       | Identité             | Étiquette | Qualité     |
| ---------------------------------------- | ------------- | -------------------- | --------- | ----------- |
| 1800                                     |               | Jean Choquet         |           |             |
| 1813                                     |               | Houdayer             |           |             |
| 1816                                     |               | Jean Choquet         |           |             |
| 1835                                     |               | Jean Choquet fils    |           |             |
| 1843                                     |               | René Levêque         |           |             |
| 1848                                     |               | Jean Choquet         |           |             |
| 1859                                     |               | Olivier de La Pouëze |           |             |
| 1878                                     |               | René Barrault        |           |             |
| 1884                                     |               | René Hubé            |           |             |
| 1908                                     |               | Henri Chevet         |           |             |
| 1919                                     |               | Henri Fréboux        |           |             |
| 1925                                     |               | Ernest Chasles       |           |             |
| 1929                                     |               | Octave Peltier       |           |             |
| 1935                                     |               | Louis Chicoisne      |           |             |
| mai 1945                                 |               | Henri Jacquelin      |           |             |
| octobre 1947                             |               | Auguste Meusnier     |           |             |
| mars 1959                                |               | Henri Donné          |           |             |
| mars 1989                                | mars 2014     | Joël Berge           |           | Agriculteur |
| mars 2014                                | décembre 2016 | Jean-Marie Georget   |           |             |
| Les données manquantes sont à compléter. |               |                      |           |             |

### Jumelages
La commune ne comporte pas de jumelage.

### Ancienne situation administrative

#### Intercommunalité
La commune fait partie jusqu'en 2016 de la communauté de communes canton de Noyant. Créée en 2000, cette structure intercommunale regroupe les quinze communes du canton, dont Broc, Dénezé-sous-le-Lude, Meigné-le-Vicomte et Noyant,. L'intercommunalité est dissoute le 15 décembre 2016.
Elle est alors membre du syndicat mixte Pays des Vallées d'Anjou, structure administrative d'aménagement du territoire (loi LOADDT) comprenant six communautés de communes : Beaufort-en-Anjou, canton de Baugé, canton de Noyant, Loir-et-Sarthe, Loire Longué et Portes-de-l'Anjou.
La commune fait également partie du SICTOD Nord Est Anjou, membre du SIVERT, syndicat intercommunal de valorisation et de recyclage thermique des déchets de l'est Anjou qui se trouve à Lasse, et du SIVU AEP de la région de Noyant pour le traitement de l'eau potable.

#### Autres circonscriptions
Jusqu'en 2014, Chalonnes-sous-le-Lude fait partie du canton de Noyant et de l'arrondissement de Saumur. Ce canton compte alors les quinze mêmes communes que celles de la communauté de communes. Dans le cadre de la réforme territoriale, un nouveau découpage territorial pour le département de Maine-et-Loire est défini par le décret du 26 février 2014. La commune est alors rattachée au canton de Beaufort-en-Vallée, avec une entrée en vigueur au renouvellement des assemblées départementales de 2015.
La commune est dans la troisième circonscription de Maine-et-Loire, composée de huit cantons, dont ceux de Baugé et Longué-Jumelles. Cette circonscription de Maine-et-Loire est l'une des sept circonscriptions législatives que compte le département.

## Population et société

### Démographie

#### Évolution démographique
L'évolution du nombre d'habitants est connue à travers les recensements de la population effectués dans la commune depuis 1793. À partir du 1er janvier 2009, les populations légales des communes sont publiées annuellement dans le cadre d'un recensement qui repose désormais sur une collecte d'information annuelle, concernant successivement tous les territoires communaux au cours d'une période de cinq ans. 
Pour les communes de moins de 10 000 habitants, une enquête de recensement portant sur toute la population est réalisée tous les cinq ans, les populations légales des années intermédiaires étant quant à elles estimées par interpolation ou extrapolation. Pour la commune, le premier recensement exhaustif entrant dans le cadre du nouveau dispositif a été réalisé en 2005,.
En 2014, la commune comptait 130 habitants, en évolution de −2,99 % par rapport à 2009 (Maine-et-Loire : +3,3 %, France hors Mayotte : +2,49 %).
| 1793 | 1800 | 1806 | 1821 | 1831 | 1836 | 1841 | 1846 | 1851 |
| ---- | ---- | ---- | ---- | ---- | ---- | ---- | ---- | ---- |
| 434  | 508  | 597  | 439  | 432  | 453  | 415  | 412  | 395  |

| 1856 | 1861 | 1866 | 1872 | 1876 | 1881 | 1886 | 1891 | 1896 |
| ---- | ---- | ---- | ---- | ---- | ---- | ---- | ---- | ---- |
| 400  | 369  | 403  | 358  | 329  | 360  | 348  | 332  | 359  |

| 1901 | 1906 | 1911 | 1921 | 1926 | 1931 | 1936 | 1946 | 1954 |
| ---- | ---- | ---- | ---- | ---- | ---- | ---- | ---- | ---- |
| 343  | 350  | 374  | 330  | 294  | 298  | 288  | 317  | 271  |

| 1962 | 1968 | 1975 | 1982 | 1990 | 1999 | 2005 | 2010 | 2014 |
| ---- | ---- | ---- | ---- | ---- | ---- | ---- | ---- | ---- |
| 266  | 224  | 187  | 150  | 142  | 134  | 128  | 137  | 130  |

#### Pyramide des âges
La population de la commune est relativement jeune. Le taux de personnes d'un âge supérieur à 60 ans (20,3 %) est en effet inférieur au taux national (21,6 %) et au taux départemental (21 %). À l'instar des répartitions nationale et départementale, la population féminine de la commune est supérieure à la population masculine. Le taux (51,6 %) est du même ordre de grandeur que le taux national (51,6 %).
| Hommes | Classe d’âge | Femmes |
| ------ | ------------ | ------ |
| 0,0    | 90 ans ou +  | 0,0    |
| 6,5    | 75 à 89 ans  | 13,6   |
| 12,9   | 60 à 74 ans  | 7,6    |
| 21,0   | 45 à 59 ans  | 19,7   |
| 22,6   | 30 à 44 ans  | 21,2   |
| 17,7   | 15 à 29 ans  | 15,2   |
| 19,4   | 0 à 14 ans   | 22,7   |

| Hommes | Classe d’âge | Femmes |
| ------ | ------------ | ------ |
| 0,4    | 90 ans ou +  | 1,2    |
| 6,3    | 75 à 89 ans  | 9,2    |
| 11,8   | 60 à 74 ans  | 13,0   |
| 19,9   | 45 à 59 ans  | 19,4   |
| 20,6   | 30 à 44 ans  | 19,5   |
| 20,3   | 15 à 29 ans  | 19,1   |
| 20,6   | 0 à 14 ans   | 18,6   |

### Vie locale
Services publics présents dans la commune : mairie. Située dans l'académie de Nantes, un regroupement pédagogique a été créé en 1973 avec Broc, Genneteil et Chigné. Les autres services publics se trouvent à Noyant.
L'hôpital local le plus proche se trouve à Baugé (95 places) ainsi que plusieurs maisons de retraite.
La collecte des déchets ménagers (tri sélectif) est organisée par la communauté de communes du canton de Noyant.

## Économie

### Tissu économique
Commune principalement agricole, en 2009, 25 établissements sont présents dans la commune, dont 72 % relèvent du secteur de l'agriculture (pour 18 % sur le département). L'année suivante, en 2010, sur 23 établissements présents dans la commune, 68 % relèvent du secteur de l'agriculture (pour une moyenne de 17 % sur le département), aucun du secteur de l'industrie, 7 % du secteur de la construction, 21 % de celui du commerce et des services et 4 % du secteur de l'administration et de la santé.
Sur 20 établissements présents dans la commune à la fin de 2014, 50 % relèvent du secteur de l'agriculture (pour une moyenne de 11 % sur le département), 10 % du secteur de l'industrie, 15 % du secteur de la construction, 20 % de celui du commerce et des services et 5 % du secteur de l'administration et de la santé.

### Agriculture
Liste des appellations présentes sur le territoire :
- IGP Bœuf du Maine, IGP Porc de la Sarthe, IGP Volailles de Loué, IGP Volailles du Maine, IGP Œufs de Loué ;
- IGP Cidre de Bretagne ou Cidre breton ;
- IGP Val de Loire blanc, IGP Val de Loire rosé, IGP Val de Loire rouge.

## Culture locale et patrimoine

### Lieux et monuments
Bâtiments inscrits à l'inventaire général du patrimoine culturel :
- L'église Saint-Cyr-Sainte-Juliette, des XVIIe et XVIIIe siècles, et Croix de cimetière du XVe siècle, remontée dans le cimetière au XIXe siècle sur l'emplacement de l'ancienne église ;
- Plusieurs maisons et fermes des XVe, XVIe, XVIIe et XVIIIe siècles ;
- Des moulins des XVe, XVIe et XVIIIe siècles, dont celui du Bas-Bareil ;
- Le prieuré de Chanoines, prieuré[Note 2] datant du XIIe siècle.

Autres lieux et monuments :
- Le lavoir.

## Pour approfondir